# غرايم غان
غرايم غان (بالإنجليزية: Graeme Gunn)‏ هو مهندس معماري أسترالي، ولد في 1933 في غيلونغ في أستراليا.